# 11.ª reunião de cúpula do G20
A Reunião de cúpula do G-20 em Hangzhou (2016) ocorreu nos dias 04 e 05 de setembro de 2016 na cidade de Hangzhou, China.

## Líderes participantes

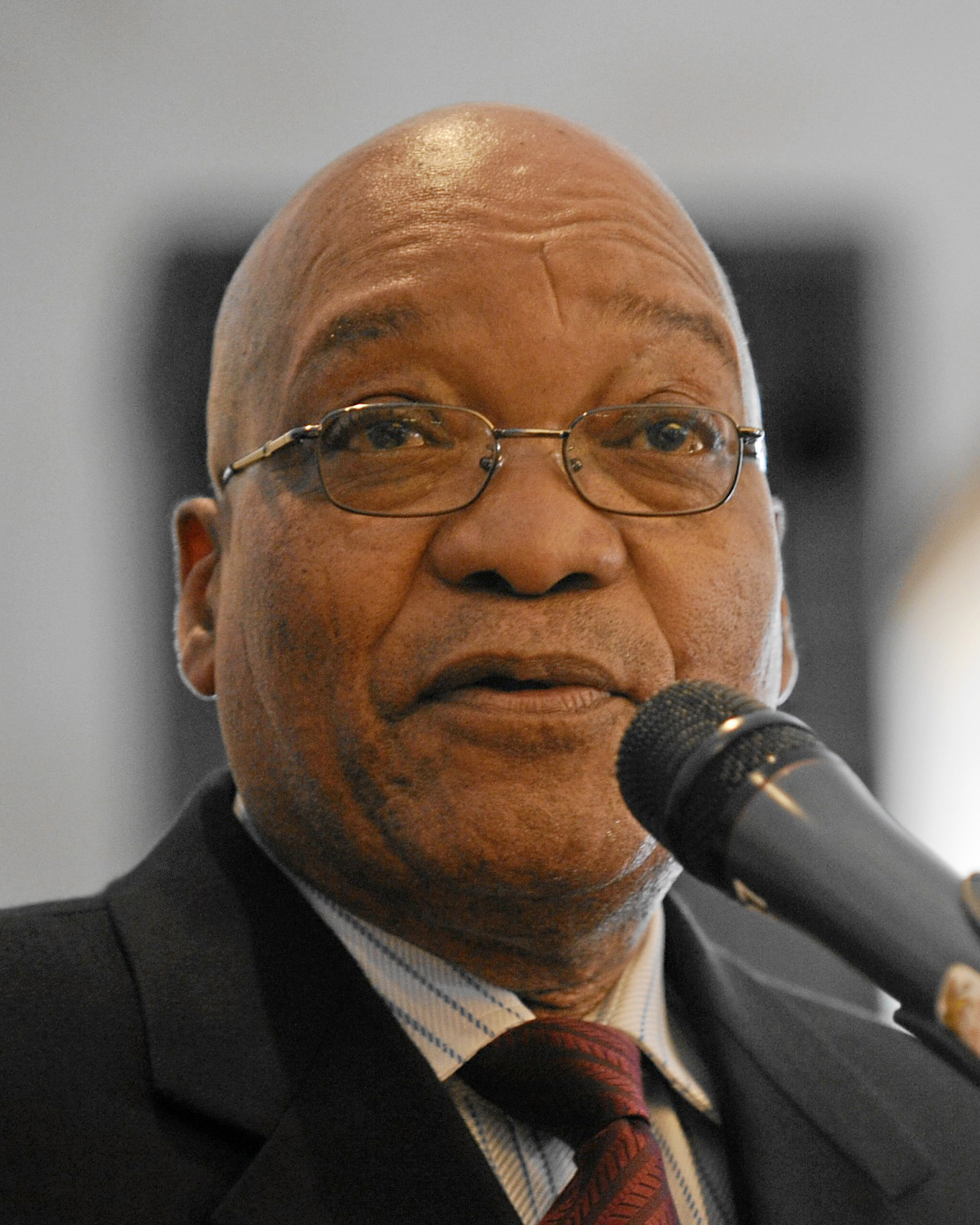
ZAF Jacob Zuma, Presidente
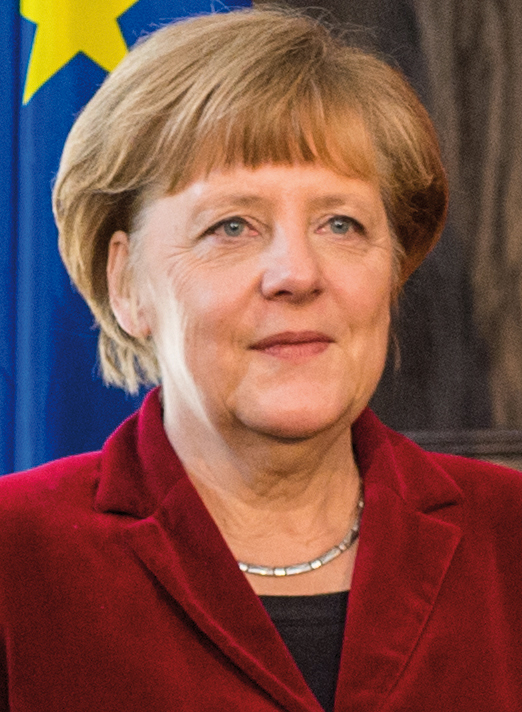
GER Angela Merkel, Chanceler
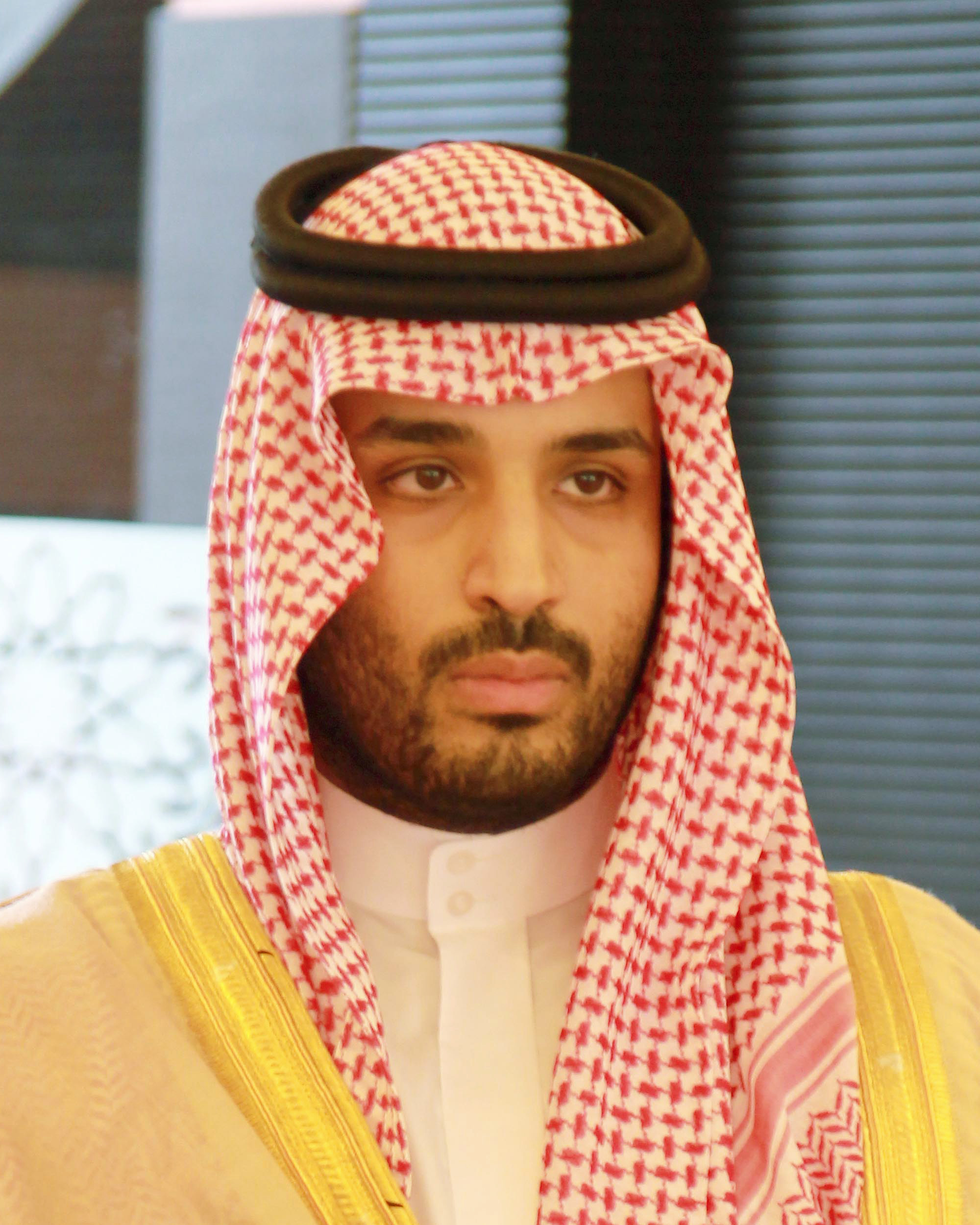
SAU Mohammad bin Salman, Príncipe Herdeiro
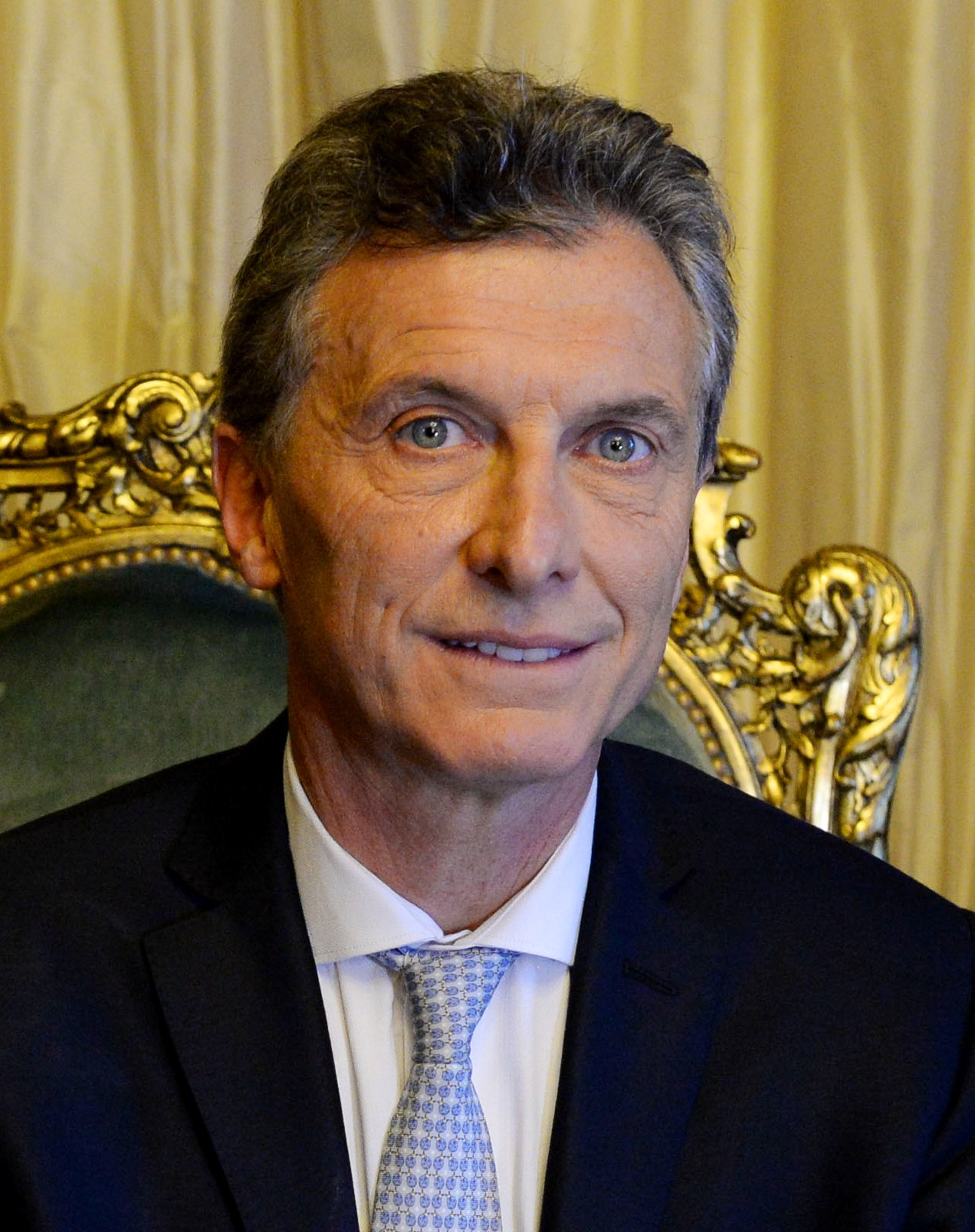
ARG Mauricio Macri, Presidente
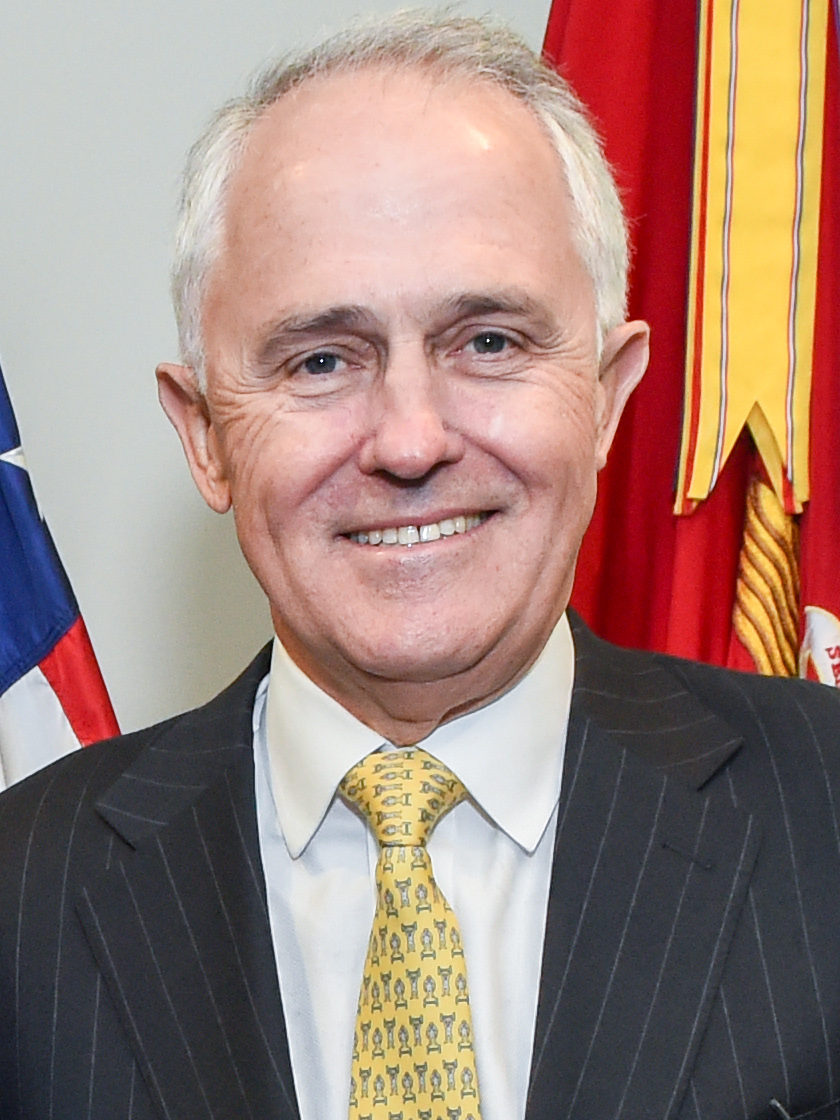
AUS Malcolm Turnbull, Primeiro-Ministro
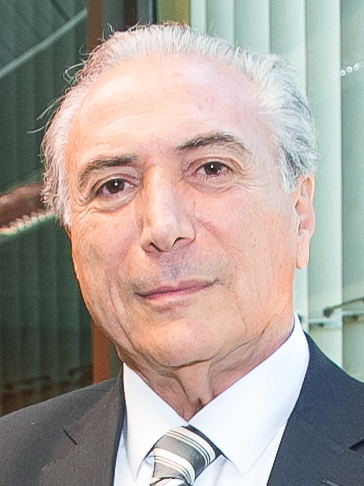
BRA Michel Temer, Presidente
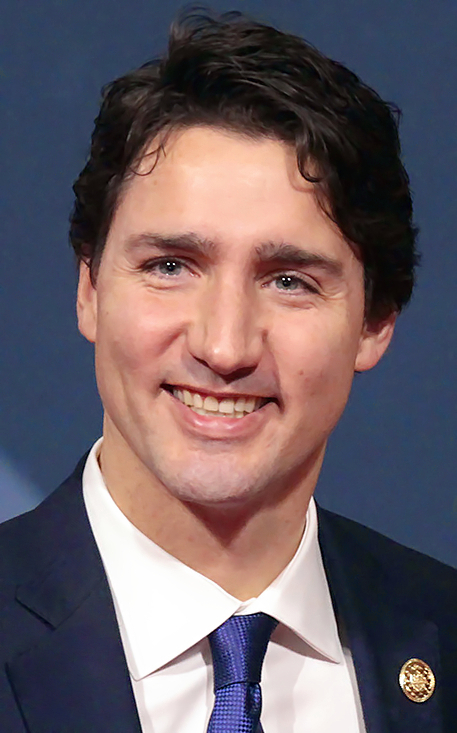
CAN Justin Trudeau, Primeiro-Ministro
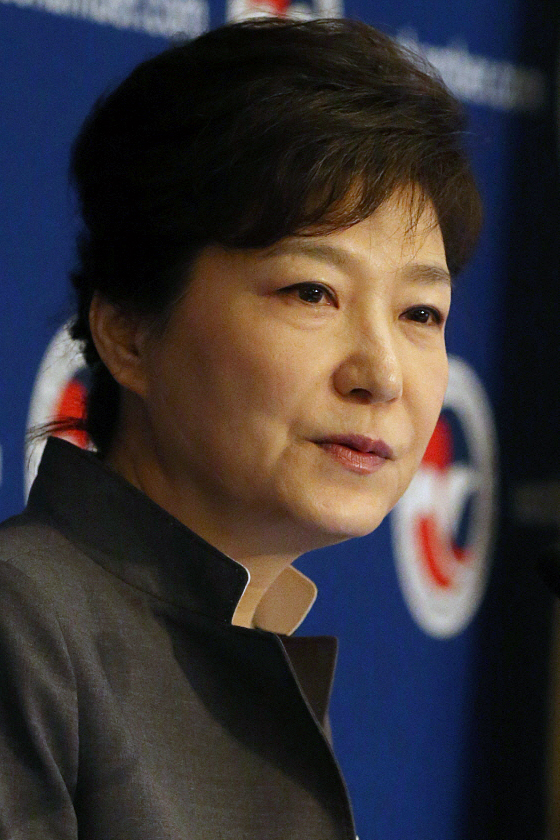
KOR Park Geun-hye, Presidente
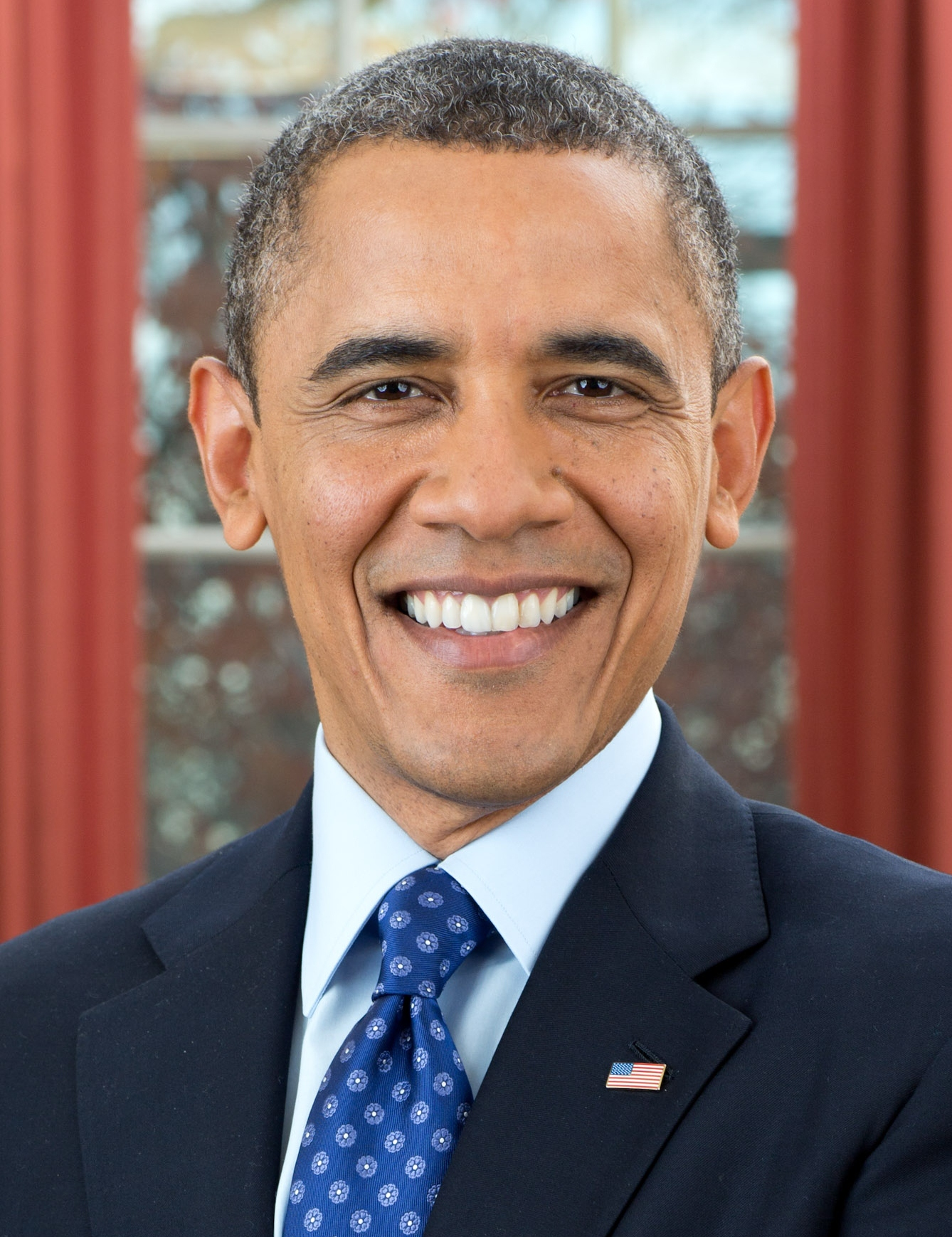
USA Barack Obama, Presidente
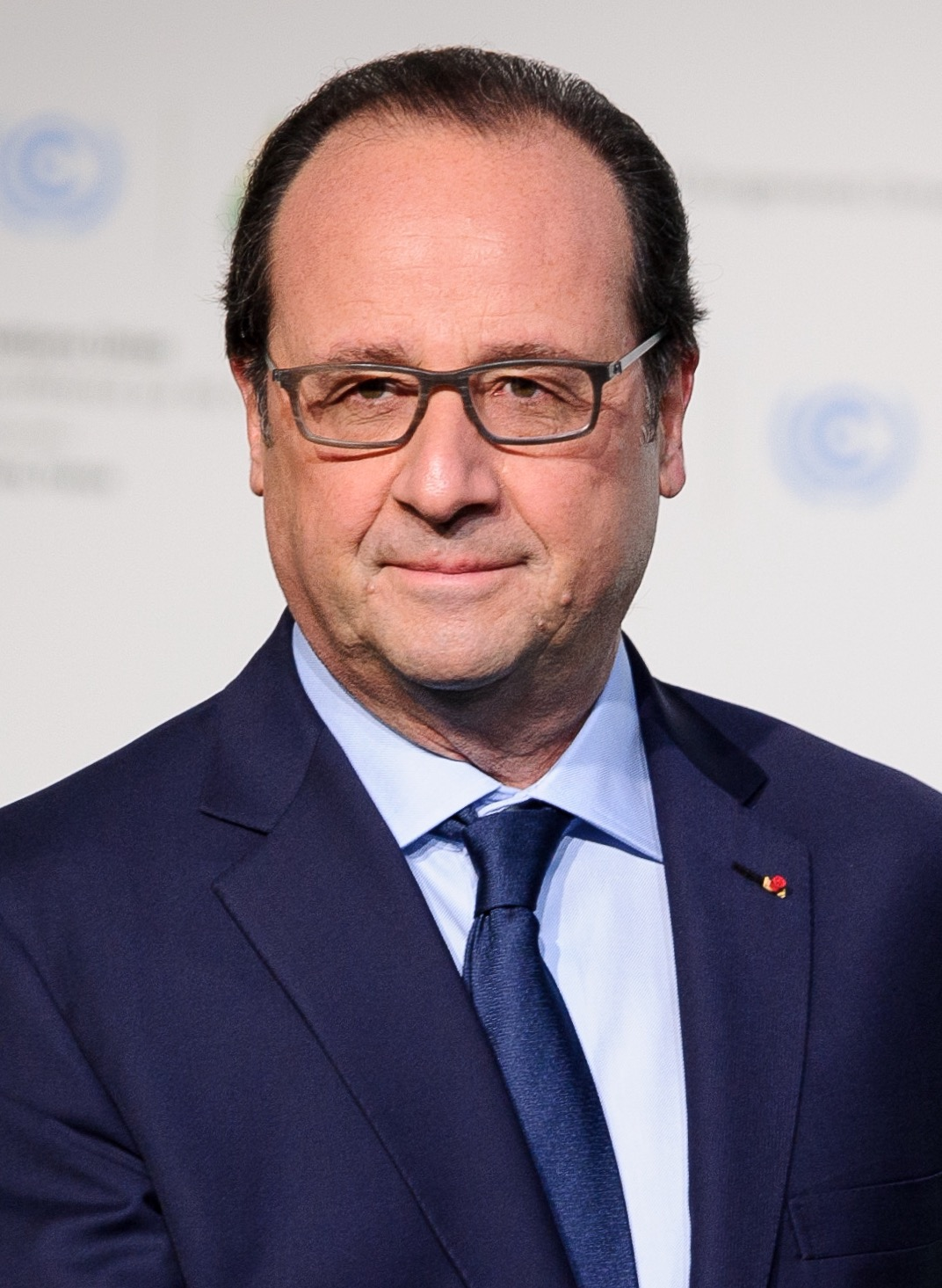
FRA François Hollande, Presidente
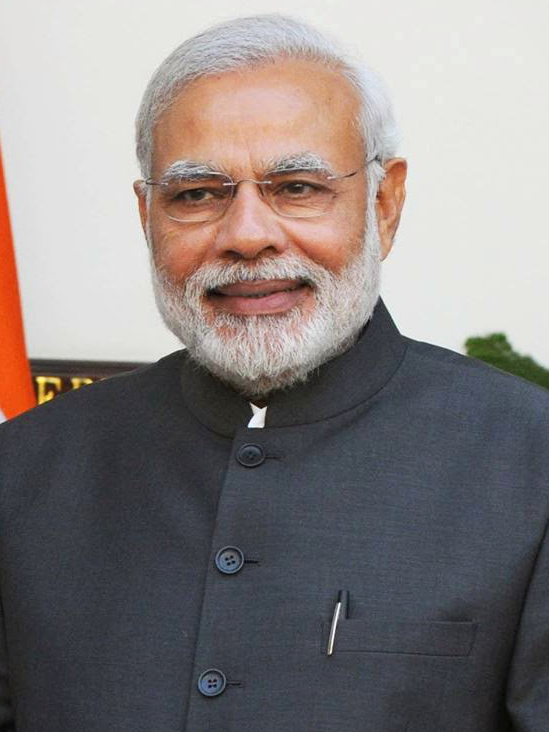
IND Narendra Modi, Primeiro-Ministro
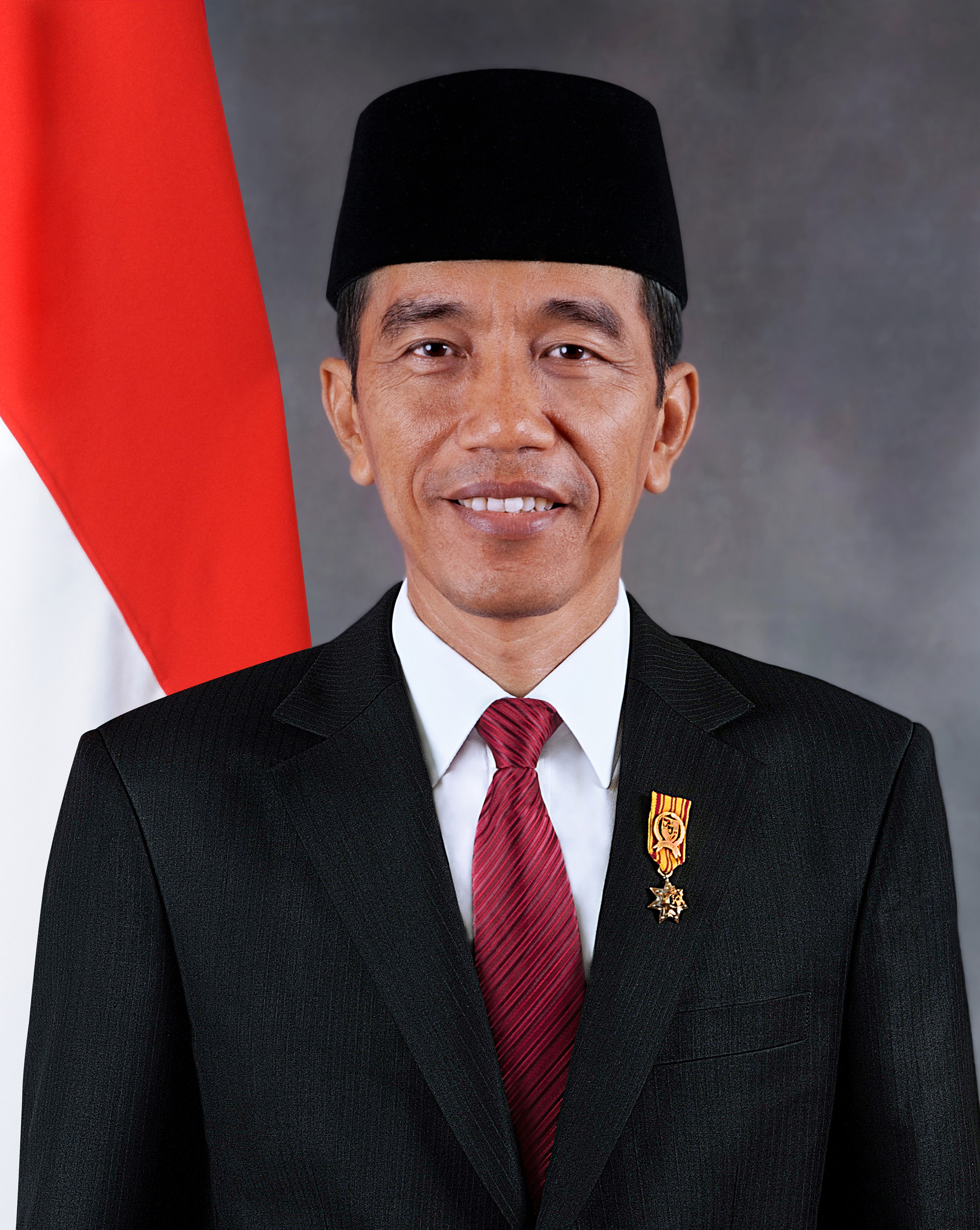
IDN Joko Widodo, Presidente
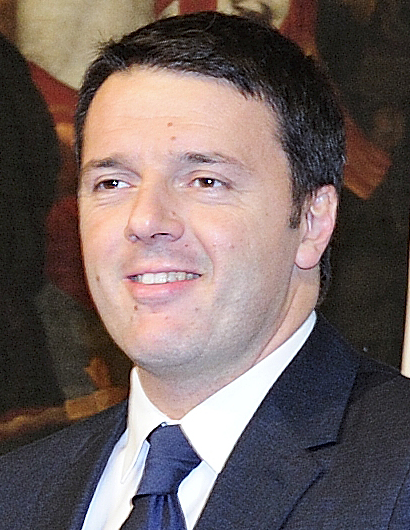
ITA Matteo Renzi, Primeiro-Ministro
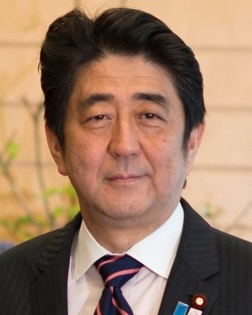
JPN Shinzō Abe, Primeiro-Ministro
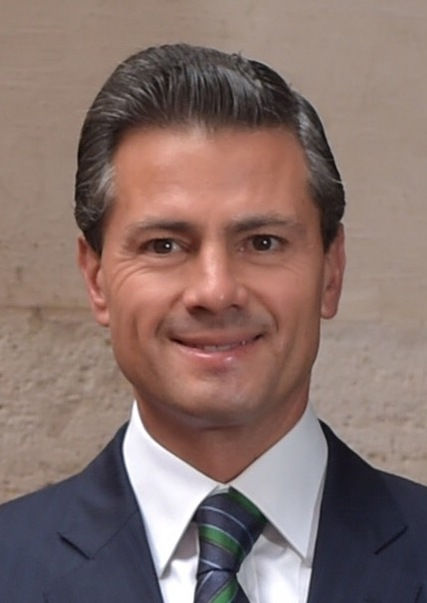
MEX Enrique Peña Nieto, Presidente
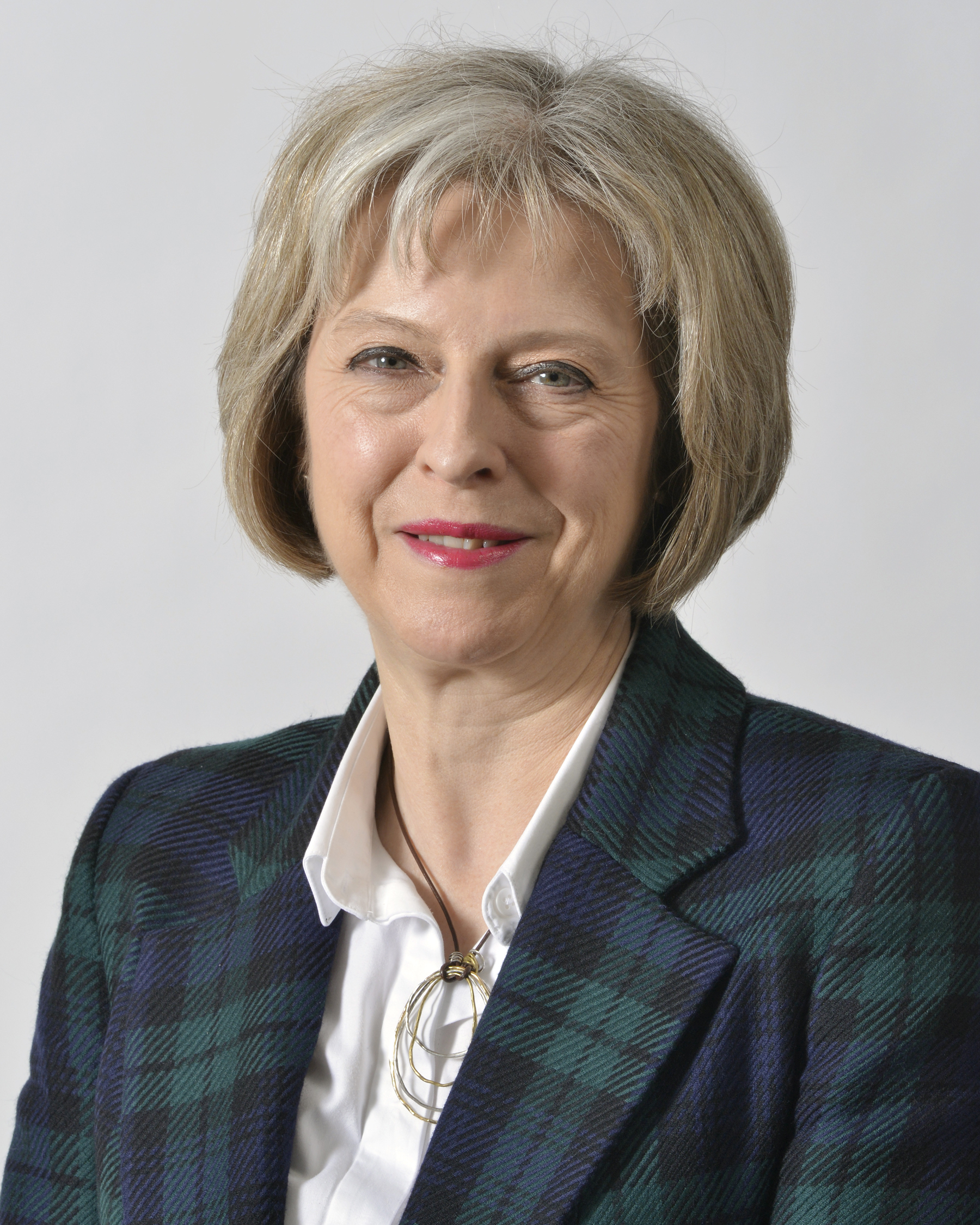
' Theresa May, Primeira-Ministra
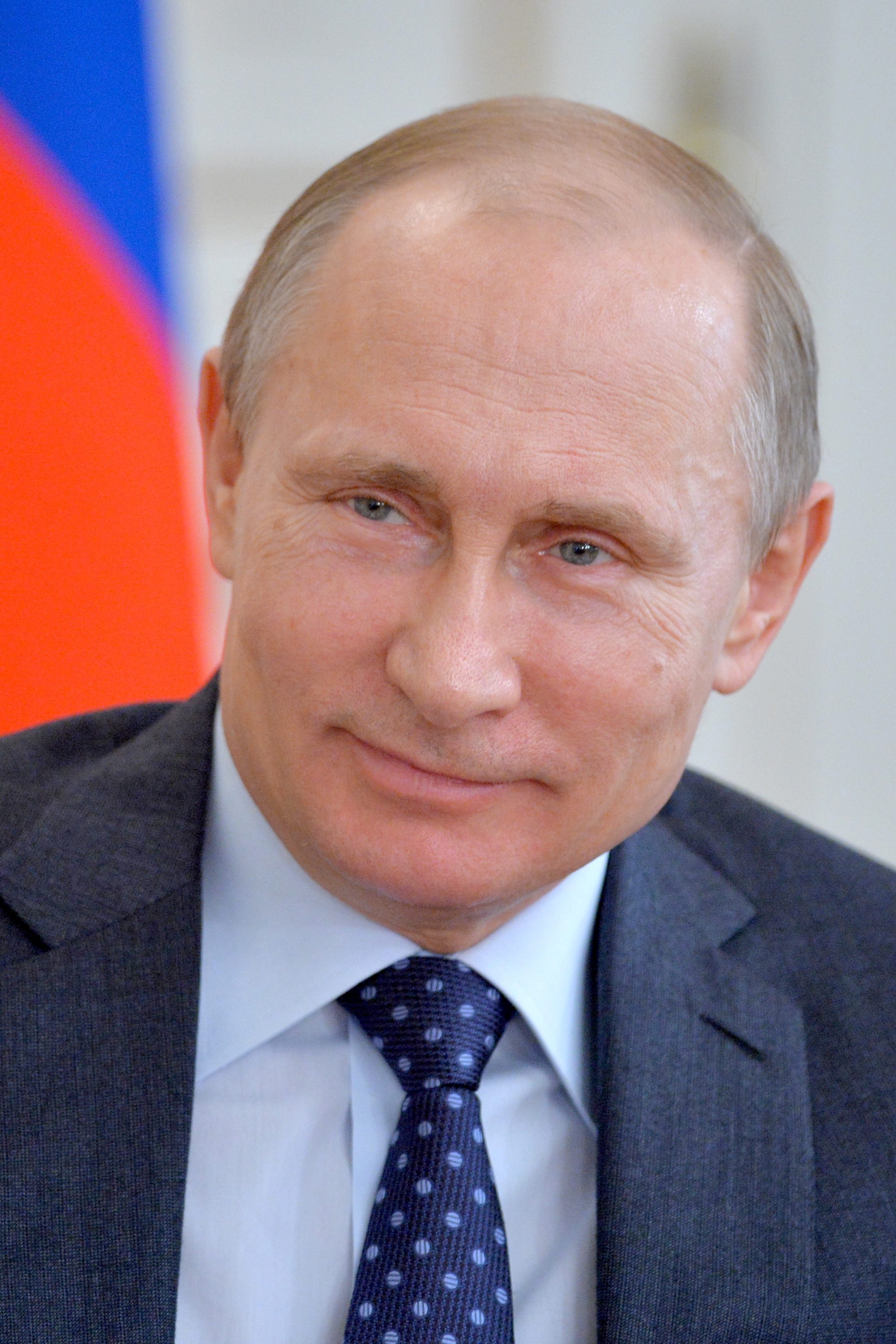
RUS Vladimir Putin, Presidente
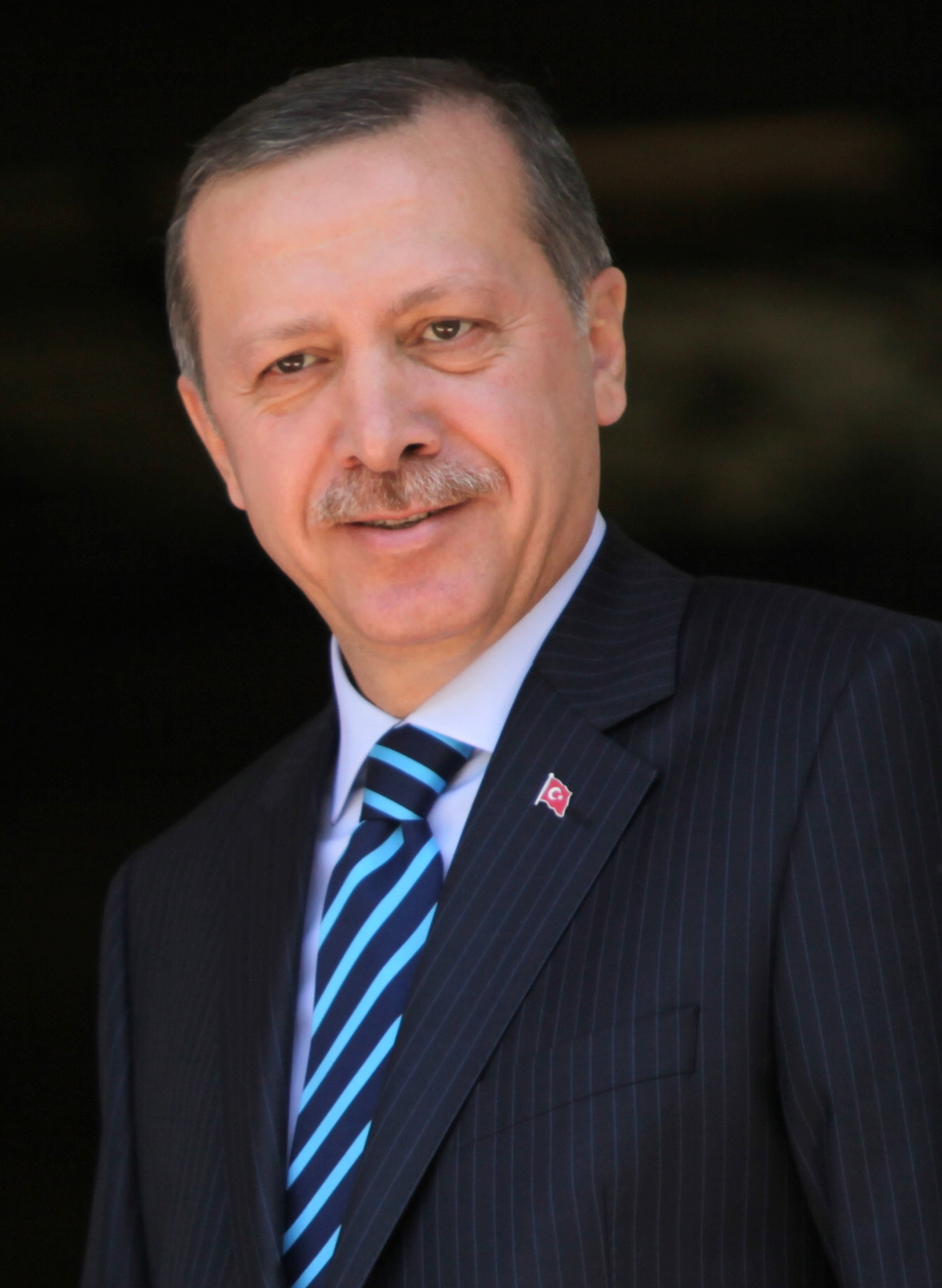
TUR Recep Tayyip Erdoğan, Presidente
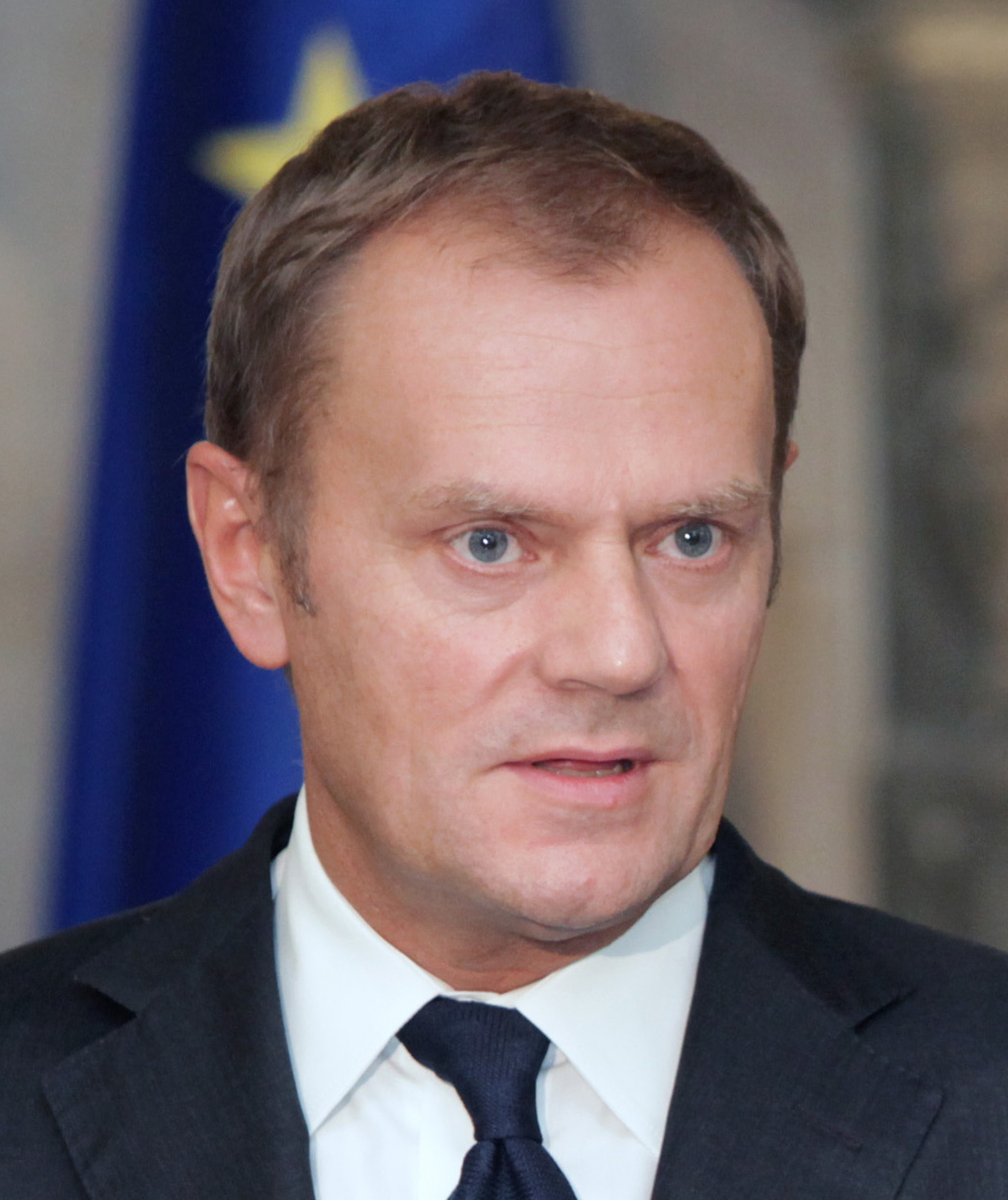
' Donald Tusk, Presidente do Conselho Europeu
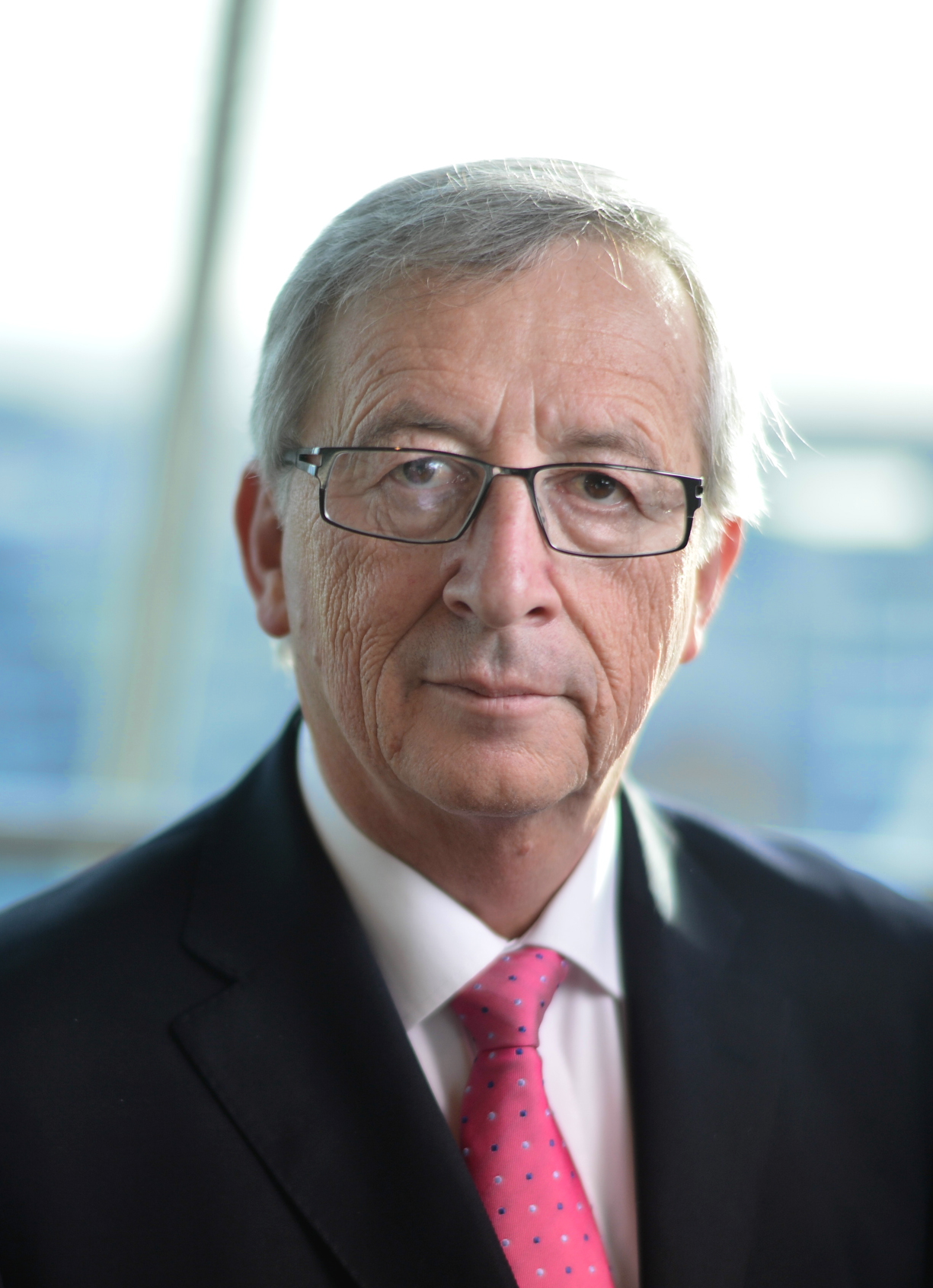
' Jean-Claude Juncker, Presidente da Comissão Europeia

- África do Sul
Jacob Zuma, Presidente
- Alemanha
Angela Merkel, Chanceler
- Arábia Saudita
Mohammad bin Salman, Príncipe Herdeiro
- Argentina
Mauricio Macri, Presidente
- Austrália
Malcolm Turnbull, Primeiro-Ministro
- Brasil
Michel Temer, Presidente
- Canadá
Justin Trudeau, Primeiro-Ministro
- Coreia do Sul
Park Geun-hye, Presidente
- Estados Unidos
Barack Obama, Presidente
- França
François Hollande, Presidente
- Índia
Narendra Modi, Primeiro-Ministro
- Indonésia
Joko Widodo, Presidente
- Itália
Matteo Renzi, Primeiro-Ministro
- Japão
Shinzō Abe, Primeiro-Ministro
- México
Enrique Peña Nieto, Presidente
- Reino Unido
Theresa May, Primeira-Ministra
- Rússia
Vladimir Putin, Presidente
- Turquia
Recep Tayyip Erdoğan, Presidente
- União Europeia
Donald Tusk, Presidente do Conselho Europeu
- União Europeia
Jean-Claude Juncker, Presidente da Comissão Europeia

### Convidados

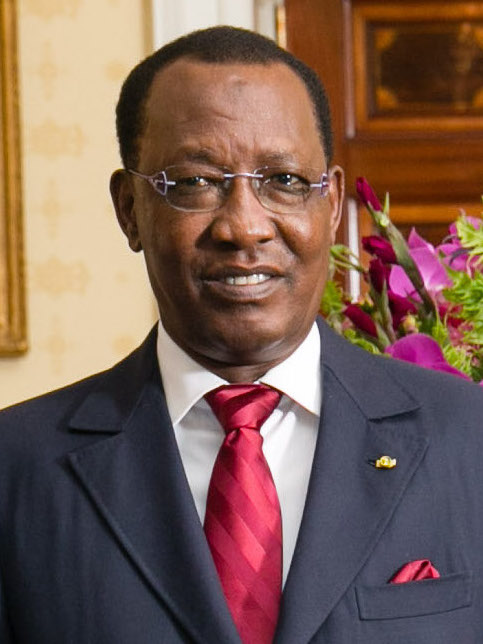
TCD Idriss Déby, Presidente
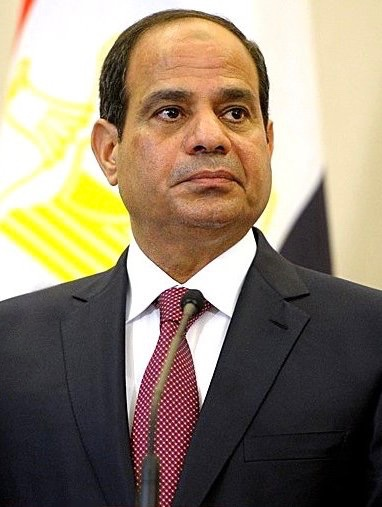
EGY Abdel Fattah al-Sisi, Presidente
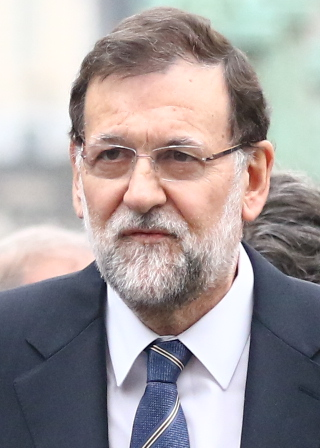
SPA Mariano Rajoy, Primeiro-Ministro, convidado permanente
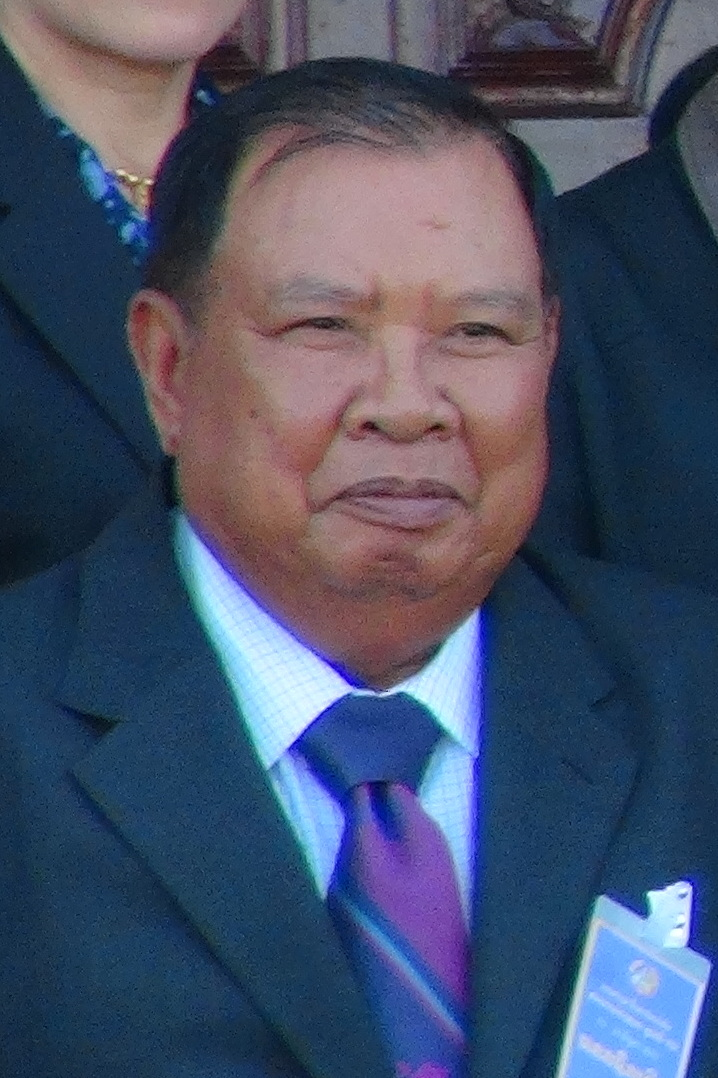
LAO Bounnhang Vorachith, Presidente
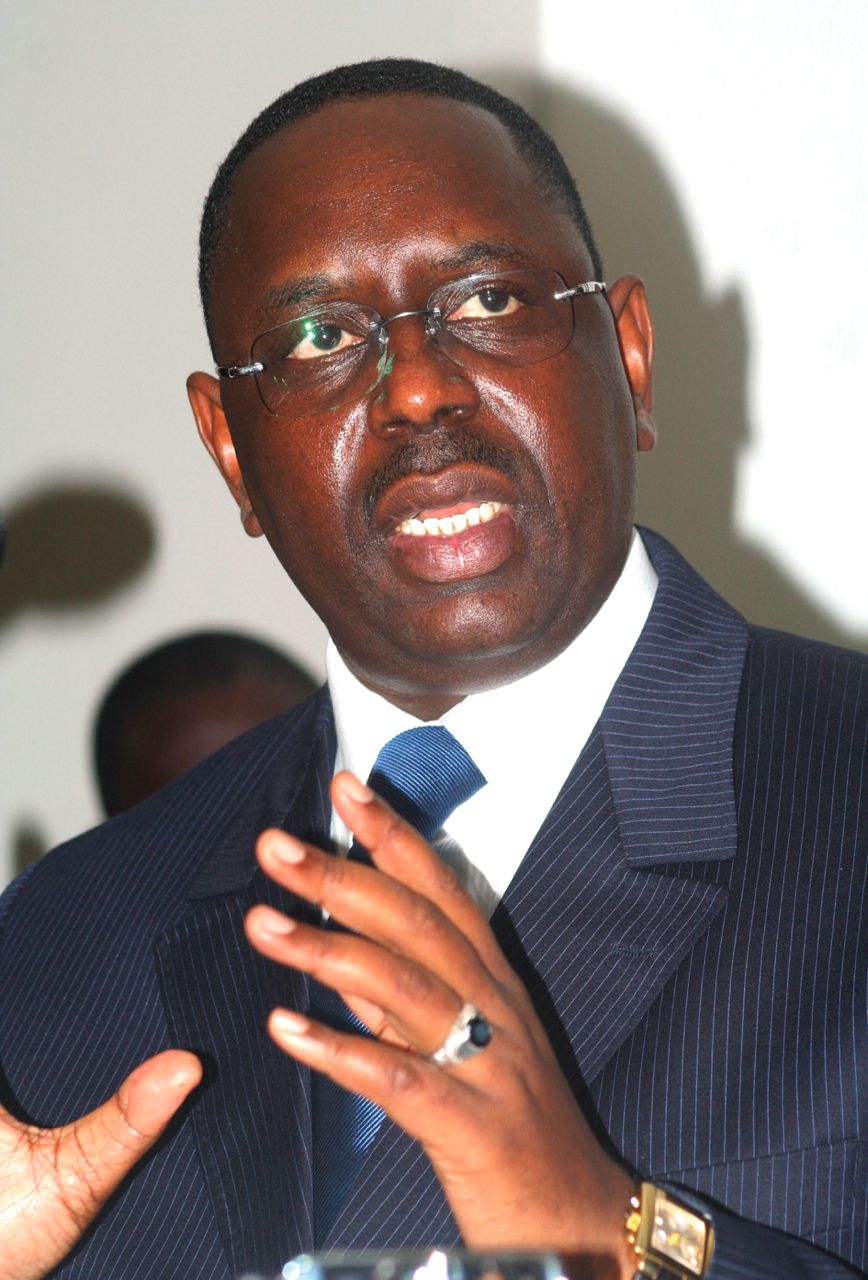
SEN Macky Sall, Presidente
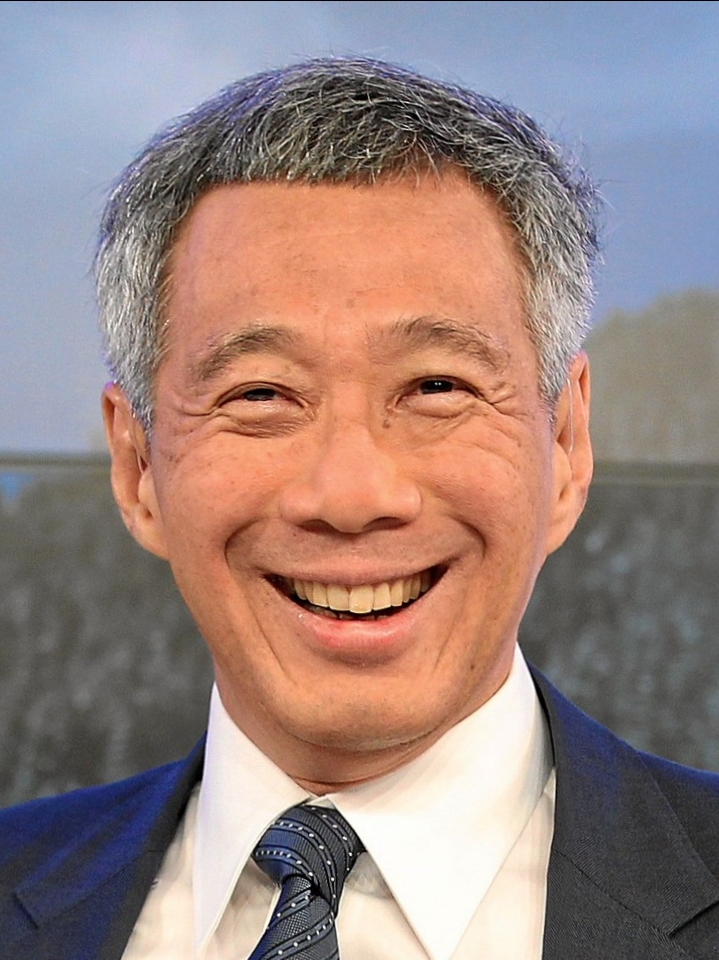
SGP Lee Hsien Loong, Primeiro-Ministro
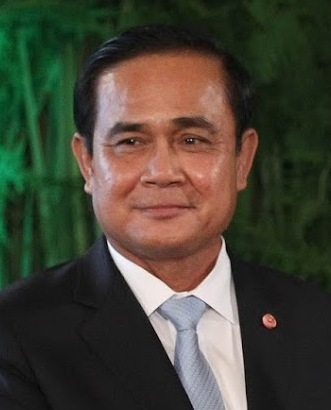
THA Prayut Chan-o-cha, Primeiro-Ministro

- Chade
Idriss Déby, Presidente
- Egito
Abdel Fattah al-Sisi, Presidente
- Espanha
Mariano Rajoy, Primeiro-Ministro, convidado permanente
- Laos
Bounnhang Vorachith, Presidente
- Senegal
Macky Sall, Presidente
- Singapura
Lee Hsien Loong, Primeiro-Ministro
- Tailândia
Prayut Chan-o-cha, Primeiro-Ministro

### Organizações internacionais

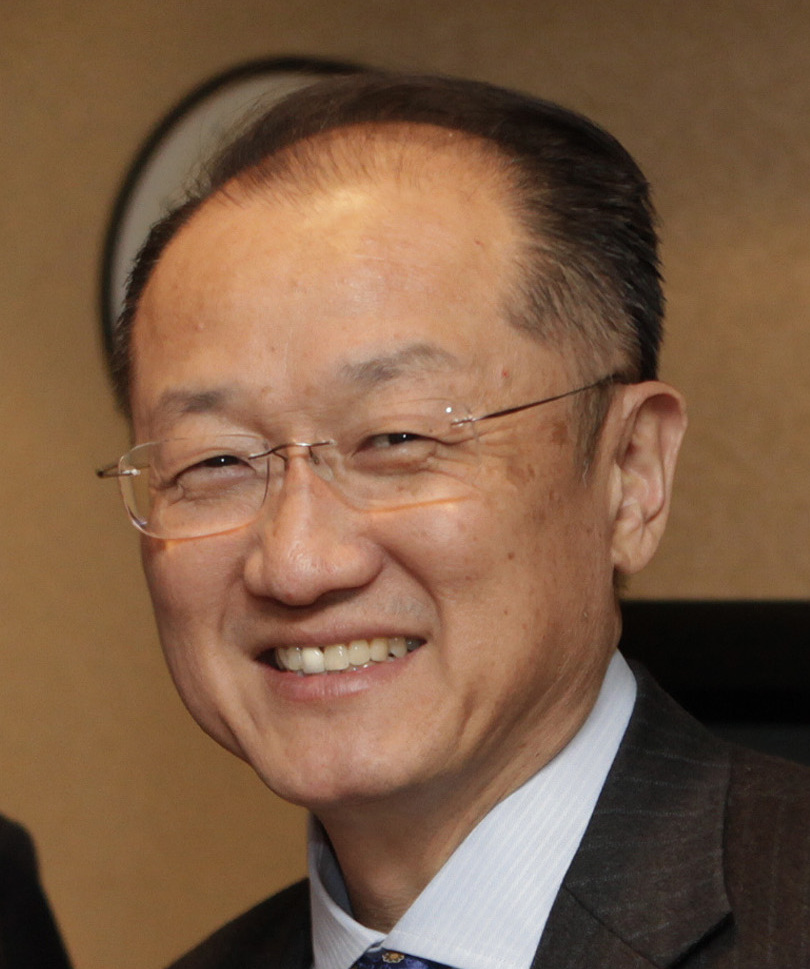
Banco Mundial Jim Yong Kim, Presidente
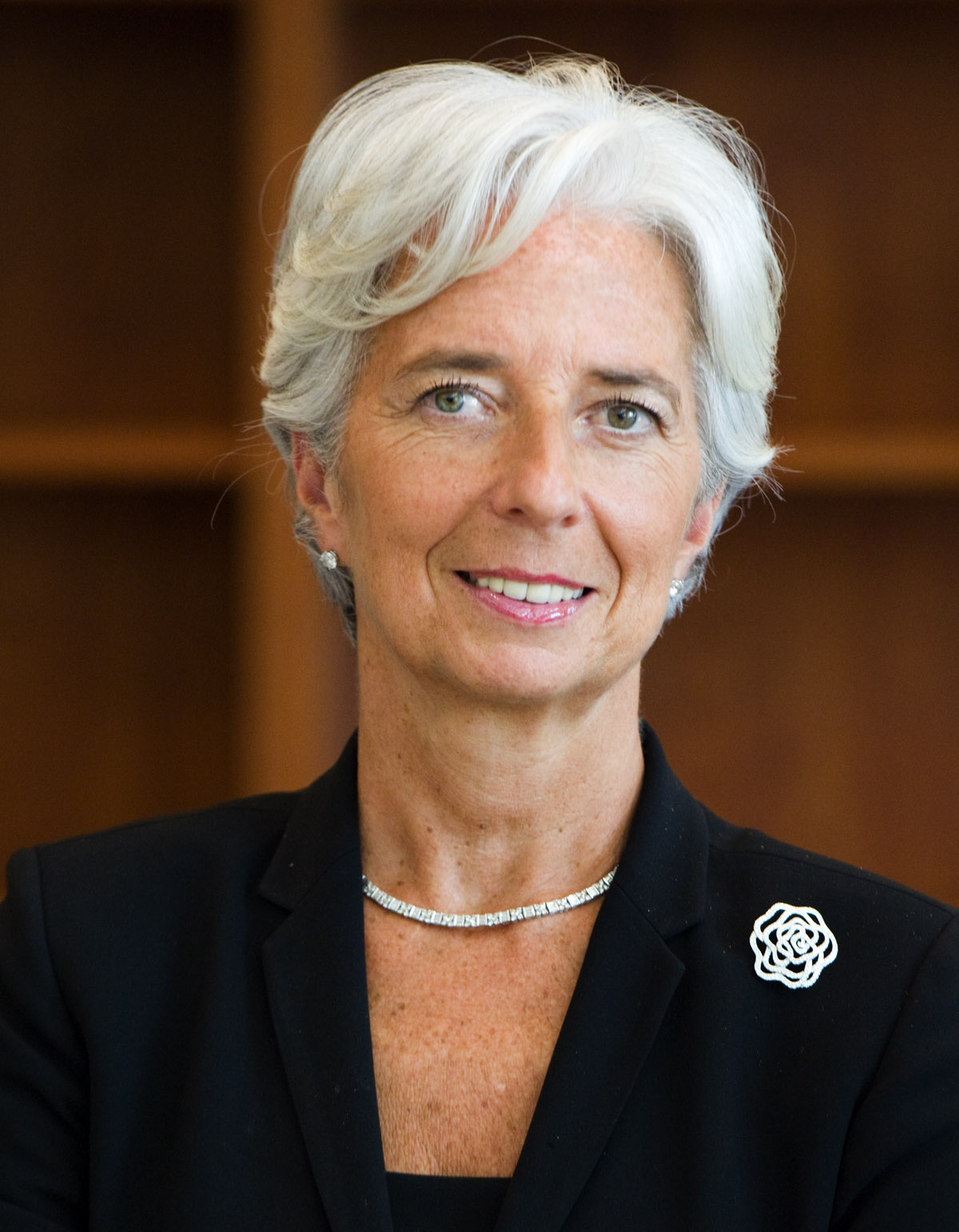
FMI Christine Lagarde, Diretora-geral
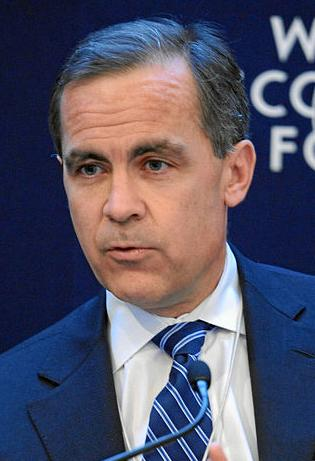
Conselho de Estabilidade Financeira Mark Carney, Presidente
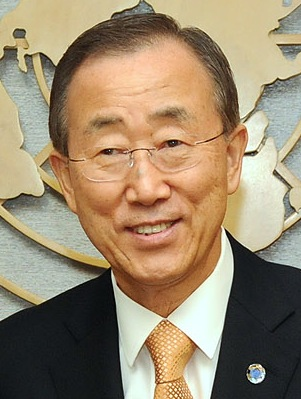
Nações Unidas Ban Ki-moon, Secretário-geral
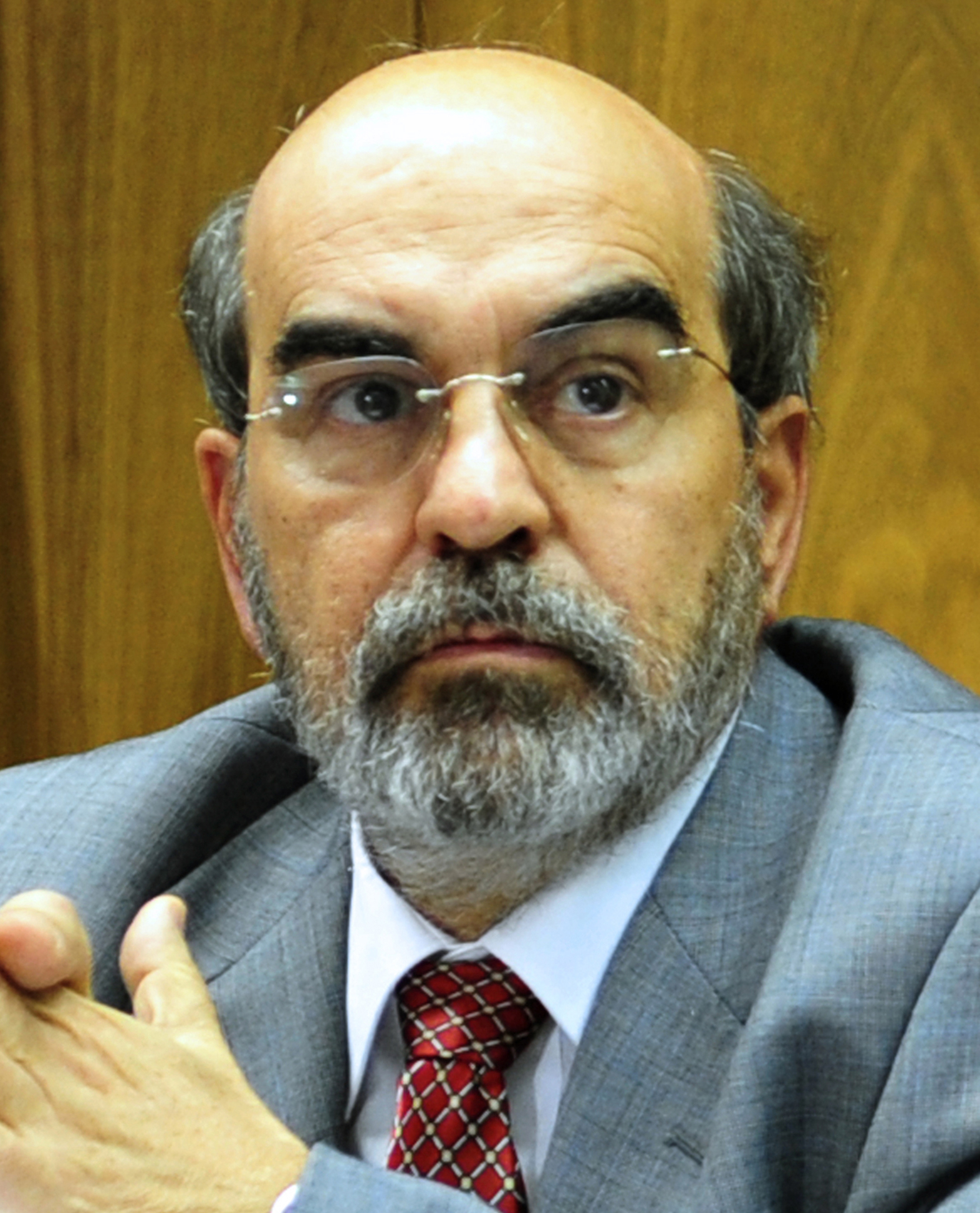
FAO José Graziano, Diretor-geral
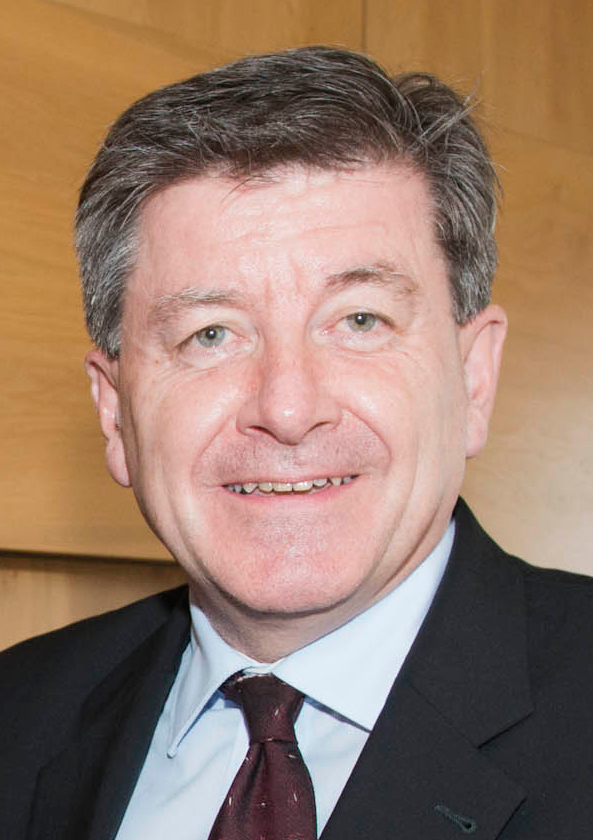
OIT Guy Ryder, Diretor-geral
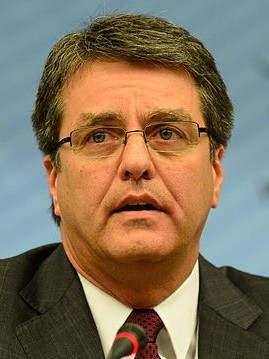
OMC Roberto Azevêdo, Diretor-geral
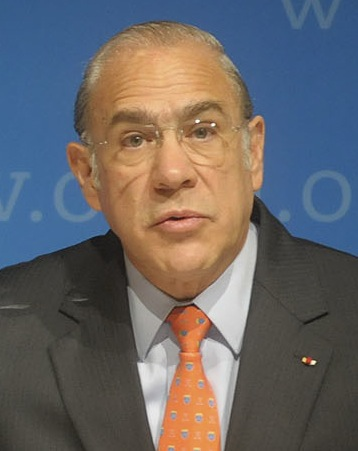
OCDE José Ángel Gurría, Secretário-geral